# The 4-Skins
The 4-Skins는 잉글랜드의 록 밴드이다.